# Sabine Winter
Sabine Winter (* 27. September 1992 in Bad Soden am Taunus) ist eine deutsche Tischtennis-Nationalspielerin. Bei Europameisterschaften gewann sie im Doppel und mit dem Team insgesamt sechs Gold- und zwei Silbermedaillen sowie eine Bronzemedaille im Einzel. Mit der Mannschaft holte sie zudem 2010 und 2022 WM-Bronze. Bei Deutschen Meisterschaften gewann sie im Einzel zwei und im Doppel acht Titel.

## Jugend
Winter begann mit dem Tischtennisspielen beim Verein TSV Oberalting. Über den SC Wörthsee kam die Rechtshänderin 2004 zum TSV Schwabhausen. Im Schüler- und Jugendbereich erzielte sie zahlreiche nationale und internationale Erfolge: 2005, 2006 und 2008 gewann sie die Ranglistenturniere für Schülerinnen bzw. Mädchen. 2007 wurde sie Deutsche Meisterin der Schüler im Mixed und Europameisterin im Doppel mit Barbora Balážová (Slowakei). Im folgenden Jahr holte sie den Titel bei der deutschen Schülermeisterschaft im Doppel mit Kathrin Mühlbach. 2010 gewann sie das Europäische Mädchen-Ranglistenturnier Europe Youth Top 10.
Dazu kommen weitere Medaillen
- bei Deutschen Meisterschaften
  - 2006 Schülerinnen: Platz drei im Einzel und Doppel mit Svenja Müller (Hessen)
  - 2008 Mädchen: Platz drei im Einzel
  - 2009 Mädchen: Platz zwei im Einzel
  - 2010 Mädchen: Platz drei mit der Mannschaft
- bei Europameisterschaften
  - 2007 Schüler: Platz zwei im Mixed mit Arne Holter und Platz drei im Einzel
  - 2008 Mädchen Platz zwei mit dem Team
  - 2009 Mädchen Platz drei mit dem Team
  - 2010 Mädchen Platz eins im Doppel mit Barbora Balážová (Slowakei), Platz drei mit dem Team

## Erwachsene

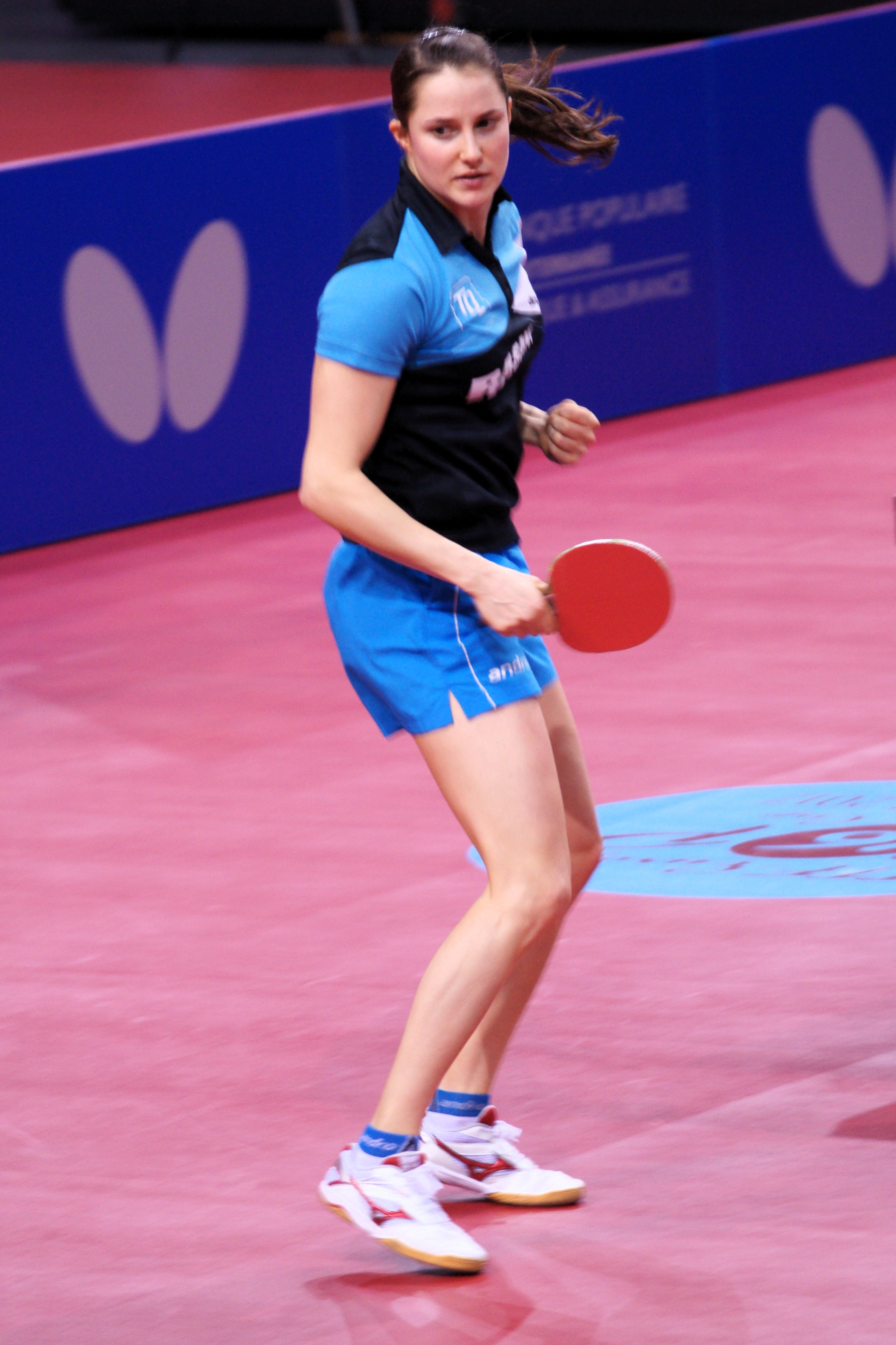
Sabine Winter (2017)

Mit den Damen des TSV Schwabhausen spielte Winter in der 2. Bundesliga und war maßgeblich an deren Aufstieg 2010 in die 1. Bundesliga beteiligt. Bei der nationalen deutschen Meisterschaft 2010 in Trier wurde sie zusammen mit Kathrin Mühlbach Deutsche Meisterin im Doppel.
Am 2. März 2010 bestritt sie erstmals ein Länderspiel. Im Spiel gegen die Niederlande unterlag sie Lie Jie mit 0:3. Im Mai des gleichen Jahres wurde sie für die Weltmeisterschaft nominiert. Als die Stammspielerin Elke Schall sich verletzte, kam Winter in der Mannschaft zum Einsatz. Mit einem Sieg trug sie zum Gewinn der Bronzemedaille bei. Somit gelang ihr 2010 innerhalb eines Jahres der Gewinn einer WM-Medaille im Jugend- und im Erwachsenenbereich. Dieses war vorher noch keinem deutschen Aktiven gelungen. 2010 rückte sie im Juni in der Weltrangliste auch erstmals in die Top 100 vor und nahm im September an der Europameisterschaft teil, bei der sie unter anderem mit dem Team den 7. Platz belegte.
Sabine Winter übersiedelte nach Düsseldorf, um sich im dortigen Deutschen Tischtennis-Zentrum weiterzuentwickeln. Im Juli 2011 verpflichtete sie sich für zwei Jahre bei der Bundeswehr als Sportsoldatin, nachdem sie im Mai an ihrer ersten Individual-WM teilgenommen hatte. Zur Saison 2012/13 wechselte sie zum SV DJK Kolbermoor. 2012 gewann sie im Doppel mit Petrissa Solja die German Open und qualifizierte sich für den U-21-Wettbewerb der Grand Finals, wo sie aber in der Vorrunde ausschied. Im Doppel mit Solja gewann sie 2013 auch die deutsche Meisterschaft. Mit ihr wurde sie im gleichen Jahr zudem Europameisterin. Im Finale besiegten sie mit Zhenqi Barthel/Shan Xiaona ein weiteres deutsches Duo mit 4:2. Bei den deutschen Titelkämpfen 2014 unterlagen sie im Finale Shan Xiaona/Kristin Silbereisen.
Bei der Europameisterschaft 2014 gewann Winter mit dem deutschen Team den Titel, wurde aber lediglich in der Vorrundenbegegnung gegen die Türkei eingesetzt. 2015 erreichte sie erstmals einen Platz in den Top 50 der Weltrangliste, wurde wieder Europameisterin mit dem Team und gewann im Doppel mit Solja wieder die Deutschen Meisterschaften. 2016 wurde sie zum zweiten Mal Europameisterin im Doppel, diesmal zusammen mit Kristin Silbereisen. In einem deutschen Endspiel gewannen sie mit 4:3 gegen Shan Xiaona/Petrissa Solja. Durch ihre erste Teilnahme am Europe Top 16, bei dem sie den sechsten Platz erreicht hatte, qualifizierte Winter sich zudem für den World Cup. Dort erreichte sie die Hauptrunde und schlug Yang Ha-eun nach 0:3-Rückstand mit 4:3, wodurch sie das Viertelfinale erreichte, das gegen Feng Tianwei verloren ging. 2017 erreichte sie beim Europe Top 16 den dritten Platz und im April mit Weltranglistenplatz 36 eine neue Bestmarke. Mit dem deutschen Team wurde sie Vize-Europameisterin, schied beim World Cup aber sieglos aus. Zusammen mit Huong Do Thi wurde sie 2018 zum vierten Mal Deutsche Meisterin im Doppel. Im selben Jahr erreichte sie erstmals das EM-Viertelfinale im Einzel.
2019 wurde sie mit Kolbermoor Pokalsiegerin, unterlag im Finale der Deutschen Meisterschaft aber dem ttc berlin eastside. Nach dieser Saison kehrte sie zum TSV Schwabhausen zurück. 2021 gelang ihr zum zweiten Mal der EM-Viertelfinaleinzug, im Doppel gewann sie Silber. Obwohl bei der Team-EM drei von vier deutschen Top-100-Spielerinnen nicht antraten, holte sie im Oktober zudem Gold mit der Mannschaft. Im Juni 2022 gewann sie erstmalig den Titel der Deutschen Meisterschaft im Einzel, den sie 2023 verteidigen konnte. Im August 2022 zog sie bei der Europameisterschaft ins Halbfinale ein, das sie mit 3:4 gegen Sofia Polcanova verlor, und gewann damit ihre erste EM-Einzelmedaille.
2023 gewann sie mit der Mannschaft den Europameistertitel in Malmö.
Zur Saison 2023/24 trat Winter zusammen mit der kompletten Tischtennisabteilung des TSV Schwabhausen zum Nachbarverein TSV Dachau 1865 über.
Winter wechselte Ende 2024 auf der Rückhand von einem Offensivbelag zu einem Antitop-Belag. Dieser Materialwechsel ist im Spitzentischtennis sehr ungewöhnlich, da damit eine weitgehende Änderung des Spielsystems erforderlich wird.

## Turnierergebnisse
| Verband | Veranstaltung                         | Jahr | Ort                 | Land | Einzel        | Doppel        | Mixed        | Team          | U-21          |
| ------- | ------------------------------------- | ---- | ------------------- | ---- | ------------- | ------------- | ------------ | ------------- | ------------- |
| GER     | Europameisterschaft                   | 2024 | Linz                | AUT  | Viertelfinale | Achtelfinale  |              |               |               |
| GER     | Europameisterschaft                   | 2023 | Malmö               | SWE  |               |               |              | Gold          |               |
| GER     | Europameisterschaft                   | 2022 | München             | GER  | Halbfinale    | Viertelfinale | Achtelfinale |               |               |
| GER     | Europameisterschaft                   | 2021 | Cluj-Napoca         | ROU  |               |               |              | Gold          |               |
| GER     | Europameisterschaft                   | 2020 | Warschau            | POL  | Viertelfinale | Silber        |              |               |               |
| GER     | Europameisterschaft                   | 2018 | Alicante            | ESP  | Viertelfinale | Viertelfinale |              |               |               |
| GER     | Europameisterschaft                   | 2017 | Luxemburg           | LUX  |               |               |              | Silber        |               |
| GER     | Europameisterschaft                   | 2016 | Budapest            | HUN  | Achtelfinale  | Gold          | letzte 32    |               |               |
| GER     | Europameisterschaft                   | 2015 | Jekaterinburg       | RUS  | letzte 32     |               |              | Gold          |               |
| GER     | Europameisterschaft                   | 2014 | Lissabon            | POR  |               |               |              | Gold          |               |
| GER     | Europameisterschaft                   | 2013 | Schwechat           | AUT  |               | Gold          |              |               |               |
| GER     | Europameisterschaft                   | 2012 | Herning             | DEN  | Achtelfinale  | Achtelfinale  |              |               |               |
| GER     | Europameisterschaft                   | 2011 | Danzig              | POL  |               |               |              | 5. Platz      |               |
| GER     | Europameisterschaft                   | 2010 | Ostrava             | CZE  | letzte 64     | letzte 32     |              | 7. Platz      |               |
| GER     | Jugend-Europameisterschaft (Junioren) | 2010 | Istanbul            | TUR  |               | Gold          |              |               |               |
| GER     | Jugend-Europameisterschaft (Kadetten) | 2007 | Bratislava          | SVK  |               | Gold          | Silber       |               |               |
| GER     | Europe Top 16                         | 2025 | Montreux            | SUI  | Halbfinale    |               |              |               |               |
| GER     | Europe Top 16                         | 2018 | Montreux            | SUI  | Viertelfinale |               |              |               |               |
| GER     | Europe Top 16                         | 2017 | Antibes             | FRA  | 3. Platz      |               |              |               |               |
| GER     | Europe Top 16                         | 2016 | Gondomar            | POR  | 6. Platz      |               |              |               |               |
| GER     | WTT Series (Contender)                | 2024 | Doha                | QAT  | letzte 32     | Silber        |              |               |               |
| GER     | WTT Series (Contender)                | 2023 | Durban              | RSA  | Achtelfinale  | Halbfinale    |              |               |               |
| GER     | WTT Series (Contender)                | 2022 | Zagreb              | HRV  | letzte 32     | Silber        |              |               |               |
| GER     | WTT Series (Contender)                | 2021 | Novo mesto          | SLO  | Achtelfinale  | Silber        |              |               |               |
| GER     | WTT Series (Contender)                | 2021 | Laško               | SLO  | Halbfinale    | Achtelfinale  |              |               |               |
| GER     | World Tour                            | 2014 | Almeria             | ESP  | Halbfinale    | Achtelfinale  |              |               |               |
| GER     | World Tour                            | 2013 | Bremen              | GER  | letzte 64     | Halbfinale    |              |               | letzte 32     |
| GER     | World Tour                            | 2013 | Minsk               | BLR  | Gold          |               |              |               | Viertelfinale |
| GER     | World Tour                            | 2013 | Olmütz              | CZE  | Achtelfinale  | Halbfinale    |              |               | Halbfinale    |
| GER     | World Tour                            | 2012 | Bremen              | GER  | letzte 64     | Gold          |              |               | letzte 32     |
| GER     | World Tour                            | 2012 | Jekaterinburg       | RUS  | letzte 32     | Achtelfinale  |              |               | Gold          |
| GER     | World Tour                            | 2012 | Budapest            | HUN  | letzte 64     | Halbfinale    |              |               | Halbfinale    |
| GER     | Pro Tour                              | 2011 | Władysławowo        | POL  |               | Achtelfinale  |              |               |               |
| GER     | Pro Tour                              | 2011 | Dortmund            | GER  | letzte 64     |               |              |               |               |
| GER     | Pro Tour                              | 2011 | Velenje             | SVN  | letzte 64     |               |              |               |               |
| GER     | Pro Tour                              | 2010 | Suzhou              | CHN  | letzte 64     | Achtelfinale  |              |               |               |
| GER     | Pro Tour                              | 2010 | Berlin              | GER  | letzte 64     |               |              |               |               |
| GER     | Pro Tour                              | 2010 | Doha                | QAT  | letzte 64     | Achtelfinale  |              |               |               |
| GER     | Pro Tour                              | 2008 | Salzburg            | AUT  | letzte 64     |               |              |               |               |
| GER     | World Tour Grand Finals               | 2012 | Hangzhou            | CHN  |               |               |              |               | Qual.         |
| GER     | World Cup                             | 2025 | Macau               | MAC  | 17.–32. Platz |               |              |               |               |
| GER     | World Cup                             | 2024 | Macau               | MAC  | 17.–32. Platz |               |              |               |               |
| GER     | World Cup                             | 2017 | Markham             | CAN  | 17.–20. Platz |               |              |               |               |
| GER     | World Cup                             | 2016 | Philadelphia        | USA  | Viertelfinale |               |              |               |               |
| GER     | Weltmeisterschaft                     | 2025 | Doha                | QAT  | letzte 32     | Viertelfinale |              |               |               |
| GER     | Weltmeisterschaft                     | 2024 | Busan               | KOR  |               |               |              | Viertelfinale |               |
| GER     | Weltmeisterschaft                     | 2023 | Durban              | RSA  | letzte 64     | Achtelfinale  |              |               |               |
| GER     | Weltmeisterschaft                     | 2022 | Chengdu             | CHN  |               |               |              | Halbfinale    |               |
| GER     | Weltmeisterschaft                     | 2021 | Houston             | USA  | letzte 64     | Achtelfinale  |              |               |               |
| GER     | Weltmeisterschaft                     | 2019 | Budapest            | HUN  | letzte 128    | Achtelfinale  |              |               |               |
| GER     | Weltmeisterschaft                     | 2018 | Halmstad            | SWE  |               |               |              | 9.–12. Platz  |               |
| GER     | Weltmeisterschaft                     | 2017 | Düsseldorf          | GER  | letzte 64     | Achtelfinale  | letzte 64    |               |               |
| GER     | Weltmeisterschaft                     | 2016 | Kuala Lumpur        | MAS  |               |               |              | Viertelfinale |               |
| GER     | Weltmeisterschaft                     | 2015 | Suzhou              | CHN  | letzte 64     | Achtelfinale  |              |               |               |
| GER     | Weltmeisterschaft                     | 2014 | Tokio               | JPN  |               |               |              | Viertelfinale |               |
| GER     | Weltmeisterschaft                     | 2013 | Paris               | FRA  |               | letzte 32     | letzte 64    |               |               |
| GER     | Weltmeisterschaft                     | 2012 | Dortmund            | GER  |               |               |              | Viertelfinale |               |
| GER     | Weltmeisterschaft                     | 2011 | Rotterdam           | NED  | letzte 128    | letzte 32     |              |               |               |
| GER     | Weltmeisterschaft                     | 2010 | Moskau              | RUS  |               |               |              | Halbfinale    |               |
| GER     | Jugend-Weltmeisterschaft              | 2009 | Cartagena de Indias | COL  | Achtelfinale  | Achtelfinale  | Achtelfinale | 5. Platz      |               |
| GER     | Jugend-Weltmeisterschaft              | 2008 | Madrid              | ESP  |               | Viertelfinale | letzte 32    | Halbfinale    |               |
| GER     | World Junior Circuit                  | 2010 | Seligenstadt        | GER  | Halbfinale    |               |              |               |               |
| GER     | World Junior Circuit                  | 2010 | Kairo               | EGY  | Silber        |               |              |               |               |
| GER     | World Junior Circuit                  | 2009 | Władysławowo        | POL  | Halbfinale    |               |              |               |               |
| GER     | World Junior Circuit                  | 2009 | Bratislava          | SVK  | Halbfinale    |               |              |               |               |
| GER     | World Junior Circuit                  | 2009 | Platja d’Aro        | ESP  | Halbfinale    |               |              |               |               |
| GER     | World Junior Circuit                  | 2009 | Tata                | HUN  | Halbfinale    |               |              |               |               |
| GER     | World Junior Circuit                  | 2008 | Tunis               | TUN  | Silber        |               |              |               |               |